# Dominoterie
Pour les articles homonymes, voir Domino.
Pour la fabrication de dominos, voir Tabletterie.

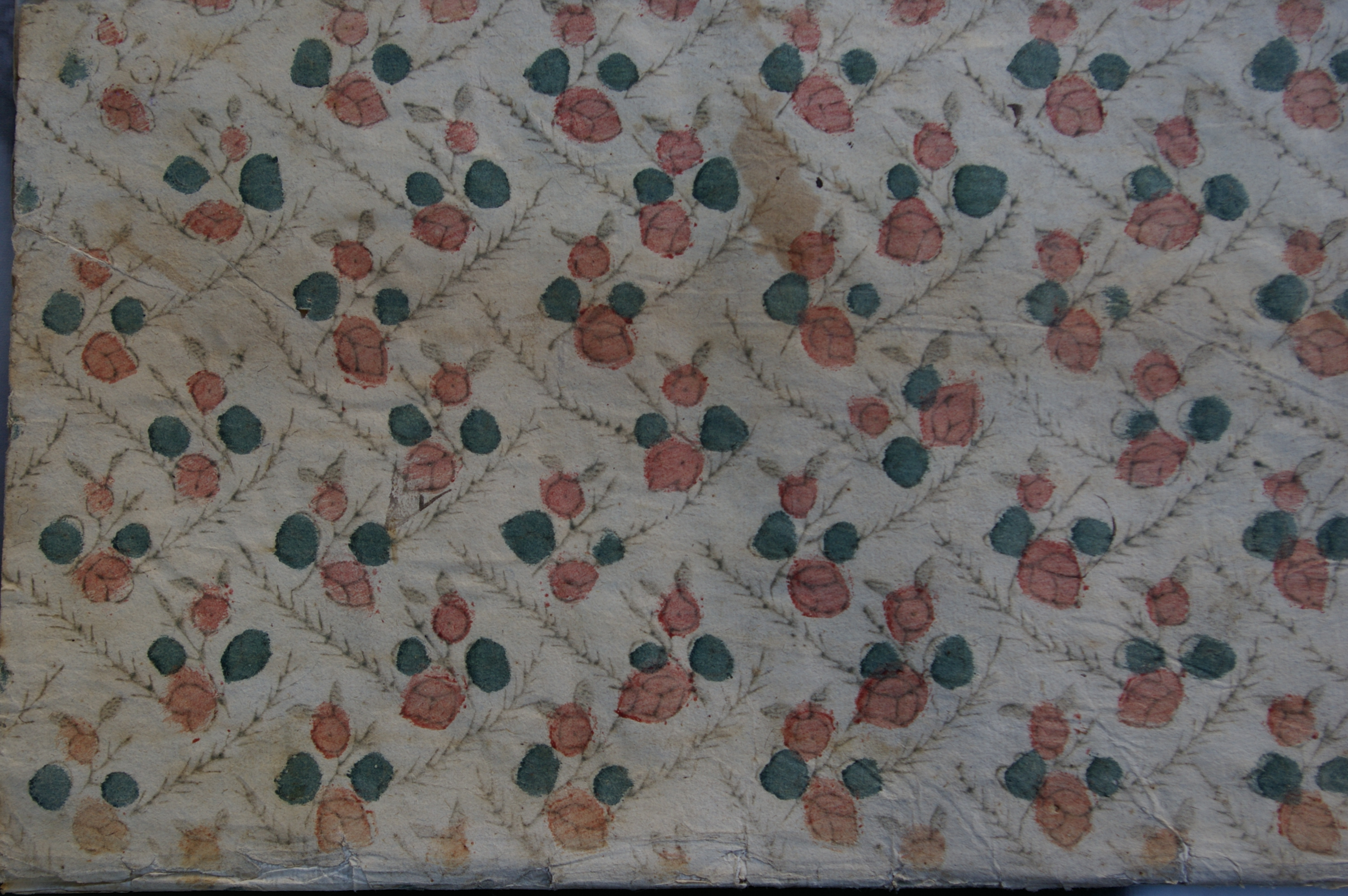
Papier dominoté formant la couverture d'une brochure (XVIIIe siècle).

La dominoterie est, dans son acception moderne, la conception, la fabrication ou le commerce de feuilles de papiers peints, et imprimés en couleur de motifs géométriques ou floraux. La personne qui se consacre à ce métier est appelée dominotier.

## Histoire
L'Institut national des métiers d'art (France) donne comme définition au métier de dominotier, celui qui « imprime des feuilles mobiles, les “dominos” utilisés pour les garnitures de meubles ou de pièces d'appartement. Rattaché à cette profession, le marbreur crée des papiers marbrés. Il place les couleurs sur une gomme végétale, le papier est plongé dans une cuve, immédiatement retiré et rincé. Le fabricant de papier peint imprime les motifs à partir de matrices de bois gravé sur un papier “à la forme” ».
Ces feuilles, appelées « dominos », se trouvaient[style à revoir] fréquemment autour des imprimés — cahiers, brochures ou fascicules cousus mais non reliés — aux XVIIIe et XIXe siècles. Intéressant à la fois le spécialiste du livre ancien qui le place à côté des autres types de papier utilisés pour embellir un ouvrage (papiers à la colle, papiers dorés-gaufrés, papiers marbrés ou à la cuve, etc.) et celui de l'image imprimée et de l'estampe qui, lui, le range avec les papiers de tenture, le papier dominoté est une production populaire et utilitaire révélant un monde d'artisanat peu étudié par l'historiographie de l'art.
Le dominotier, qui appartenait autrefois à une corporation, celle dite des « cartiers-feuilletiers-maîtres dominotiers - imprimeurs d'histoires » dont les premiers statuts furent rédigés en 1540, est ici celui qui s'adonne à cette activité. Il avait le droit de « fabriquer le papier marbré et tout autre papier diversement peint de figures que le peuple appelait autrefois domino ». Le 18 juillet 1600, le Parlement de Paris promulgue un arrêt en faveur des dominotiers.
Une stricte distinction doublée d’une hiérarchisation existait entre les dominotiers et les imprimeurs au XVIIIe siècle. Ainsi, les dominotiers, s’ils souhaitaient ajouter des explications imprimées et non gravées sous leurs images et figures, devaient faire appel à un imprimeur. De même, un dominotier ne pouvait pas exercer la profession de libraire ou d’imprimeur.
Le papier dominoté servait à doubler les coffres, les armoires, les tiroirs, ainsi qu'à garnir les cartons à chapeaux et à décorer les cheminées. Il servira progressivement à décorer les murs des garde-robes, chambres de domestiques, encoignures et intérieurs de meubles. Dans le domaine du livre ancien, ces simples couvertures à bas prix sont plus rares que les reliures de veau, voire de maroquin, ce qui s'explique en partie par leur fragilité, mais aussi par le fait que pendant très longtemps, à l’instar de nombreuses autres productions populaires, elles n’ont pas du tout intéressé les collectionneurs.

## Fabrication
Selon l'épaisseur, le papier, feuille ou carte, est imprimé à partir de motifs gravés, par le biais de la xylographie, en taille d'épargne sur du bois ; on a ainsi un bloc appelé « patron », qui est encré en noir ou en couleurs. Plusieurs passages à la presse peuvent être possibles pour obtenir une impression en plusieurs couleurs. Le métier de dominotier se confond souvent avec celui de cartier, les deux métiers utilisant la gravure en bois et le coloriage au pochoir pour leur production populaire. De plus, papiers de tenture et dominos se confondent également : les feuilles fautives ou les chutes de papier du premier sont réutilisées pour couvrir les livres.
Sur ces problématiques, voir : Thierry Depaulis, « Vous avez dit imagier ? », Le Vieux Papier, fasc. 361, juillet 2001, p. 105-109, et sa suite : « Vous avez dit dominotier ? », Le Vieux Papier, fasc. 362, octobre 2001, p. 171-175, qui propose une étymologie au mot « domino ».

## Sens dérivé
Le mot dominotiers a servi à désigner, très circonstanciellement, les membres d'une association de joueurs de dominos fondée par le sculpteur Dantan le Jeune vers 1838.

## Galerie

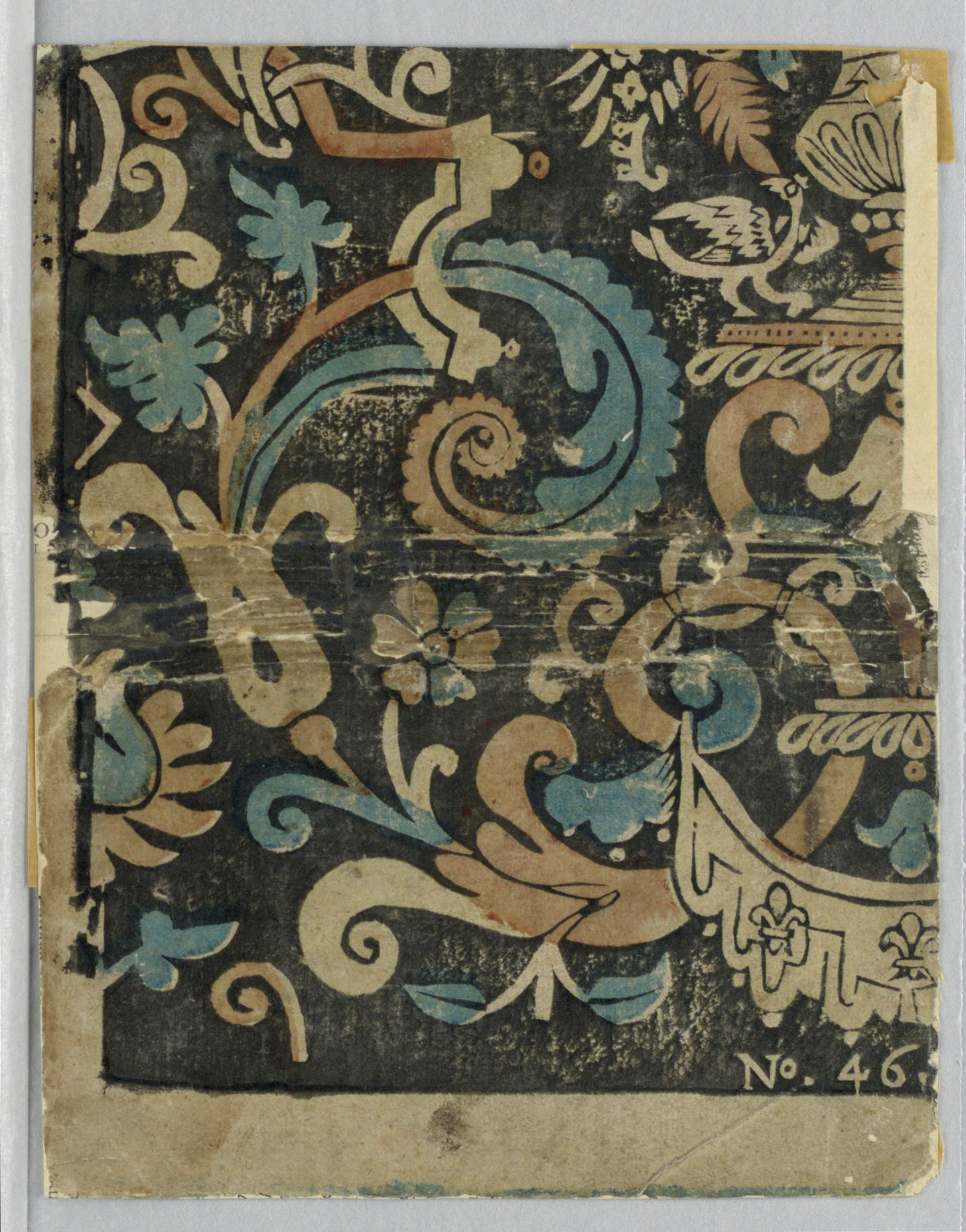
1715–25
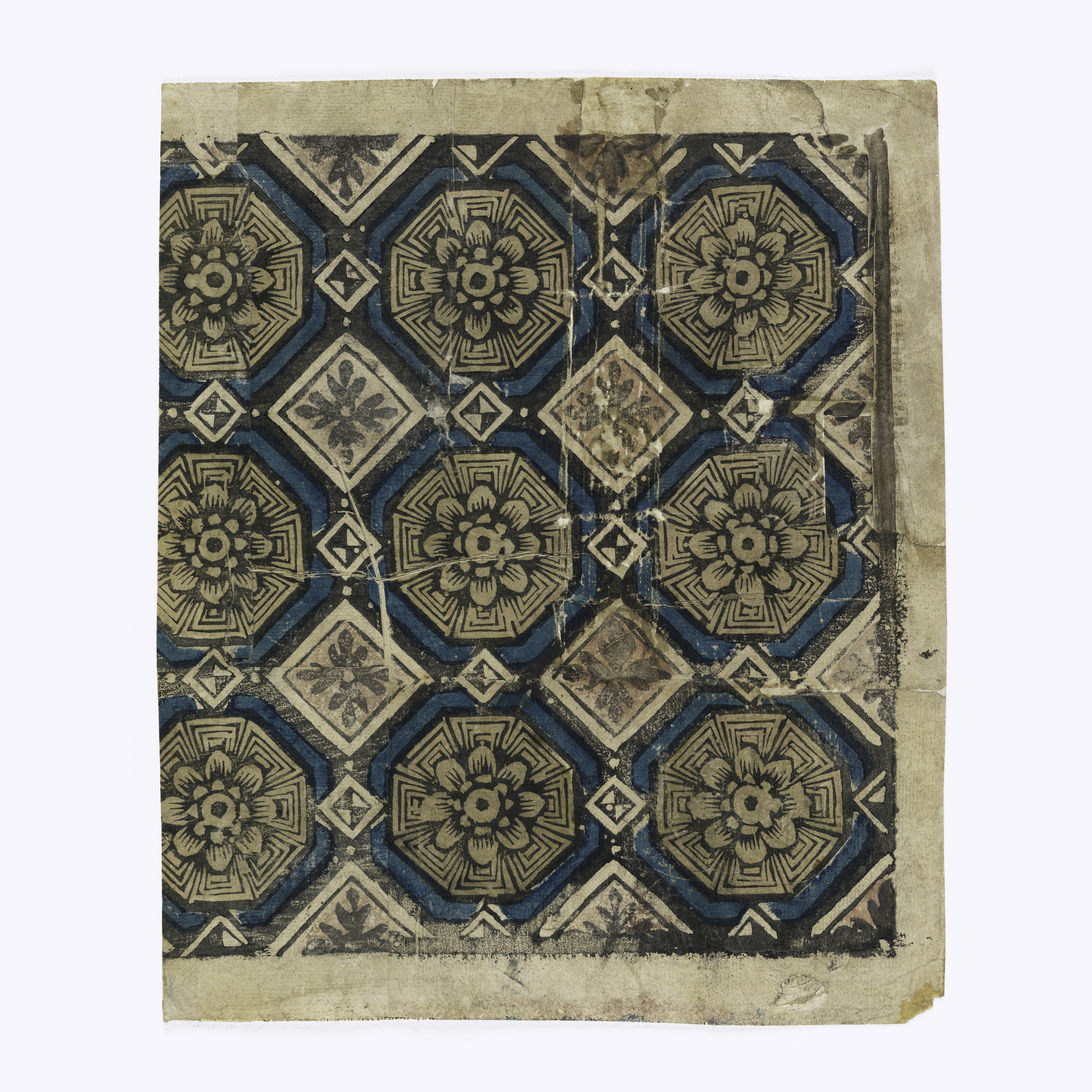
1715–25
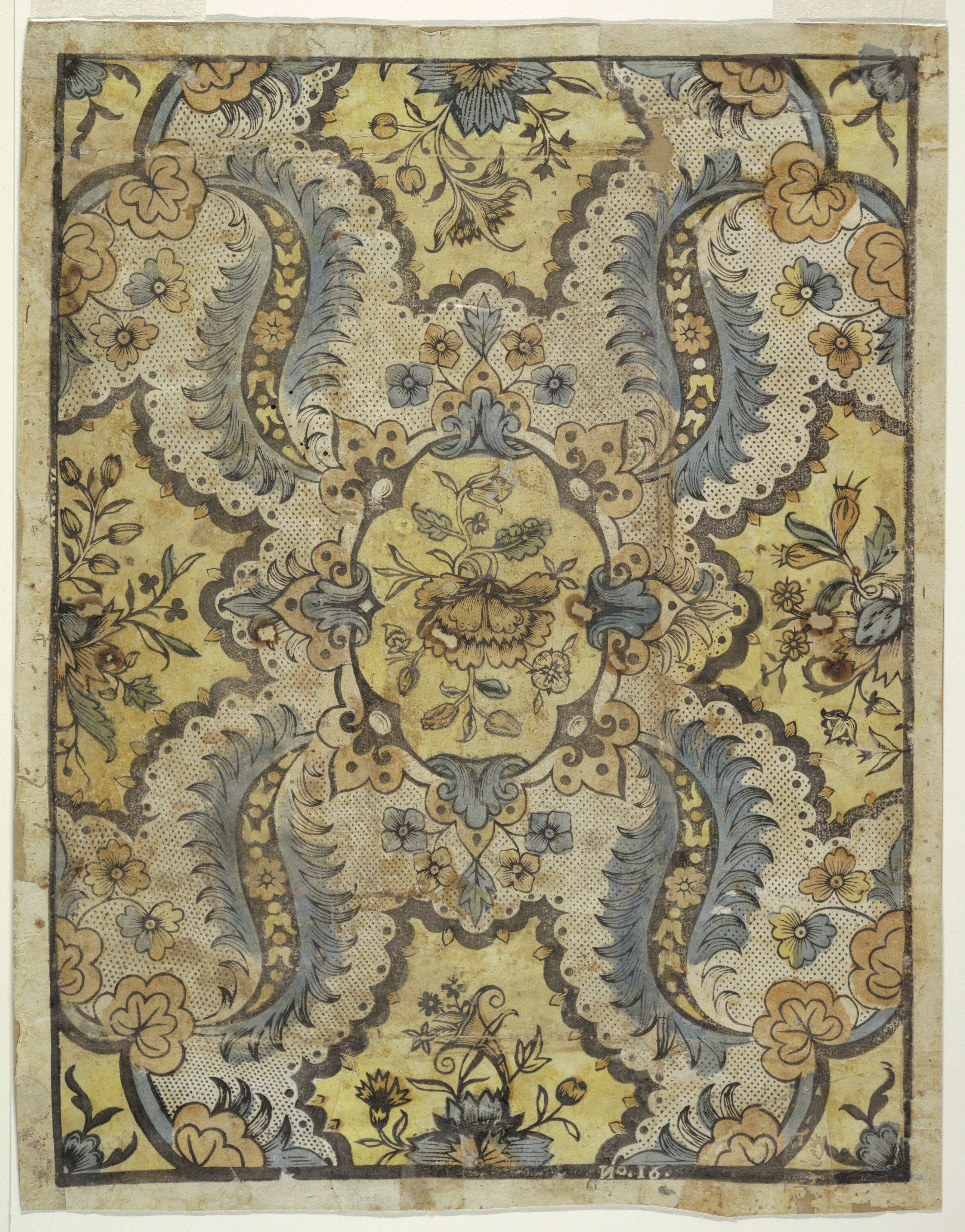
1735–50
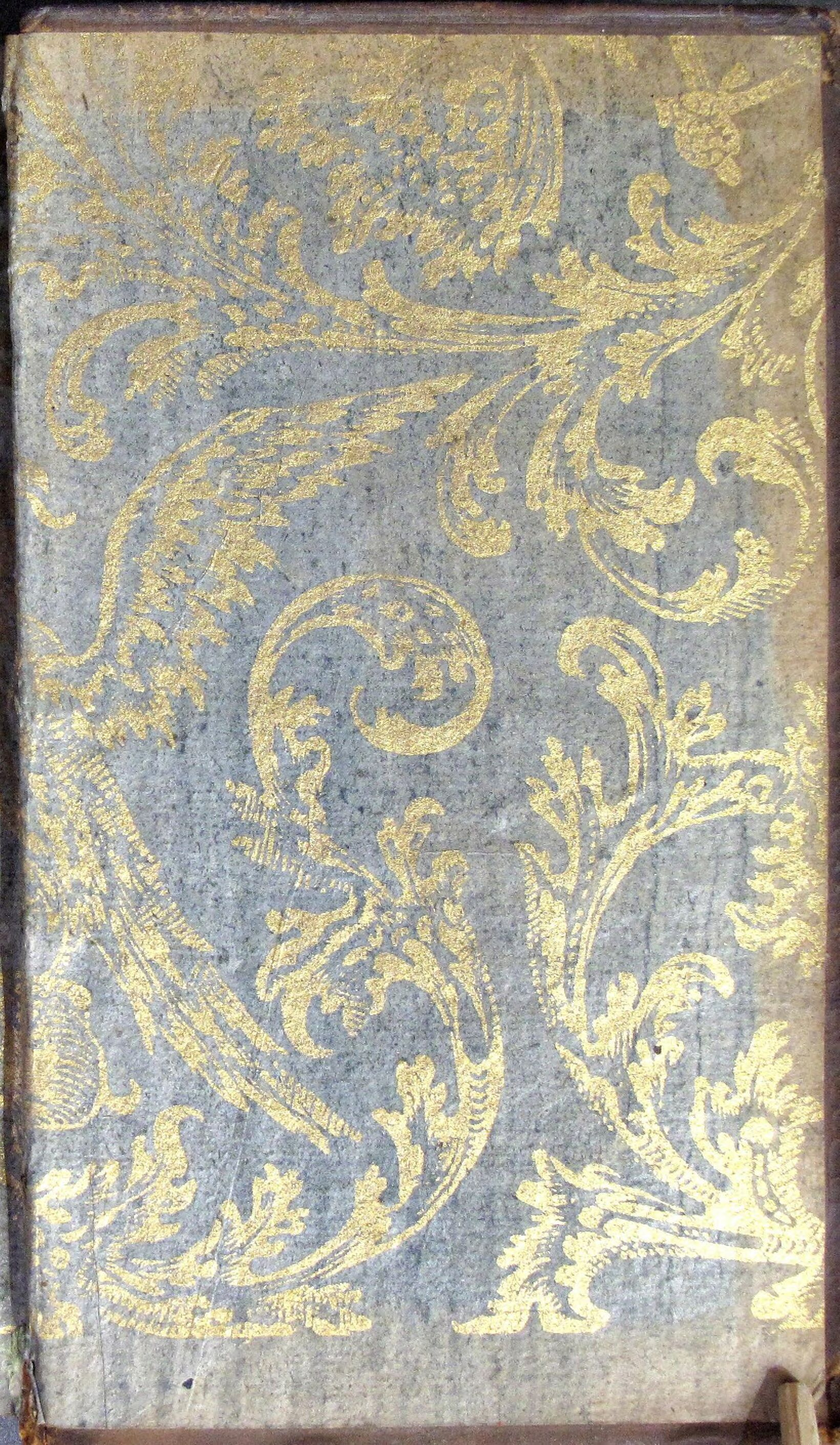
Papier dominoté doré - dans des rinceaux de feuilles d'acanthe un rapace tient dans ses serres un lapin. Fond vert bronze